# Josef Mysliveček

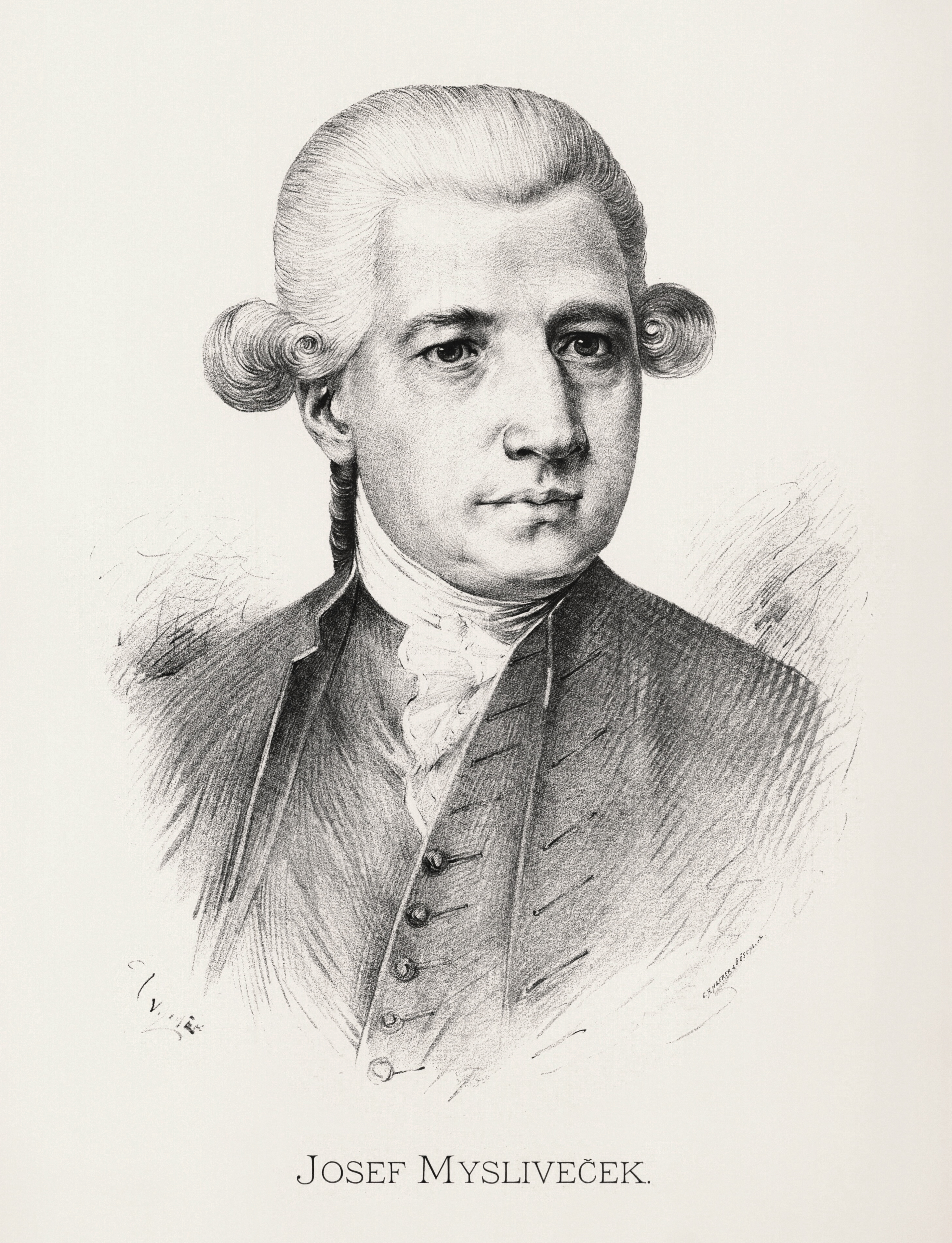
Josef Mysliveček

Josef Mysliveček (Praga, 9 marzo 1737 – Roma, 4 febbraio 1781) è stato un compositore ceco, attivo soprattutto in Italia. Nella sua epoca era uno dei compositori di opere serie più geniali e prolifici d'Europa.

## Biografia
Figlio di un ricco mugnaio, Josef Mysliveček, con il fratello gemello Joachin, ricevette i primi rudimenti di educazione musicale presso la scuola pubblica locale. Nel 1744 iniziò a studiare letteratura e filosofia all'università di Praga, ma nel marzo del 1753 dovette abbandonare gli studi a causa degli scarsi esiti accademici riportati. Indi nel maggio del 1758, sempre con il fratello, prese in mano l'attività dei genitori, alla quale però, dopo la morte del padre, rinunciò in favore di Joachin. Tornò dunque a Praga dove trovò un'occupazione di violinista presso il coro di una chiesa e dove cominciò a studiare organo sotto la guida di Josef Seger e composizione sotto l'insegnamento di Franz Johann Habermann.

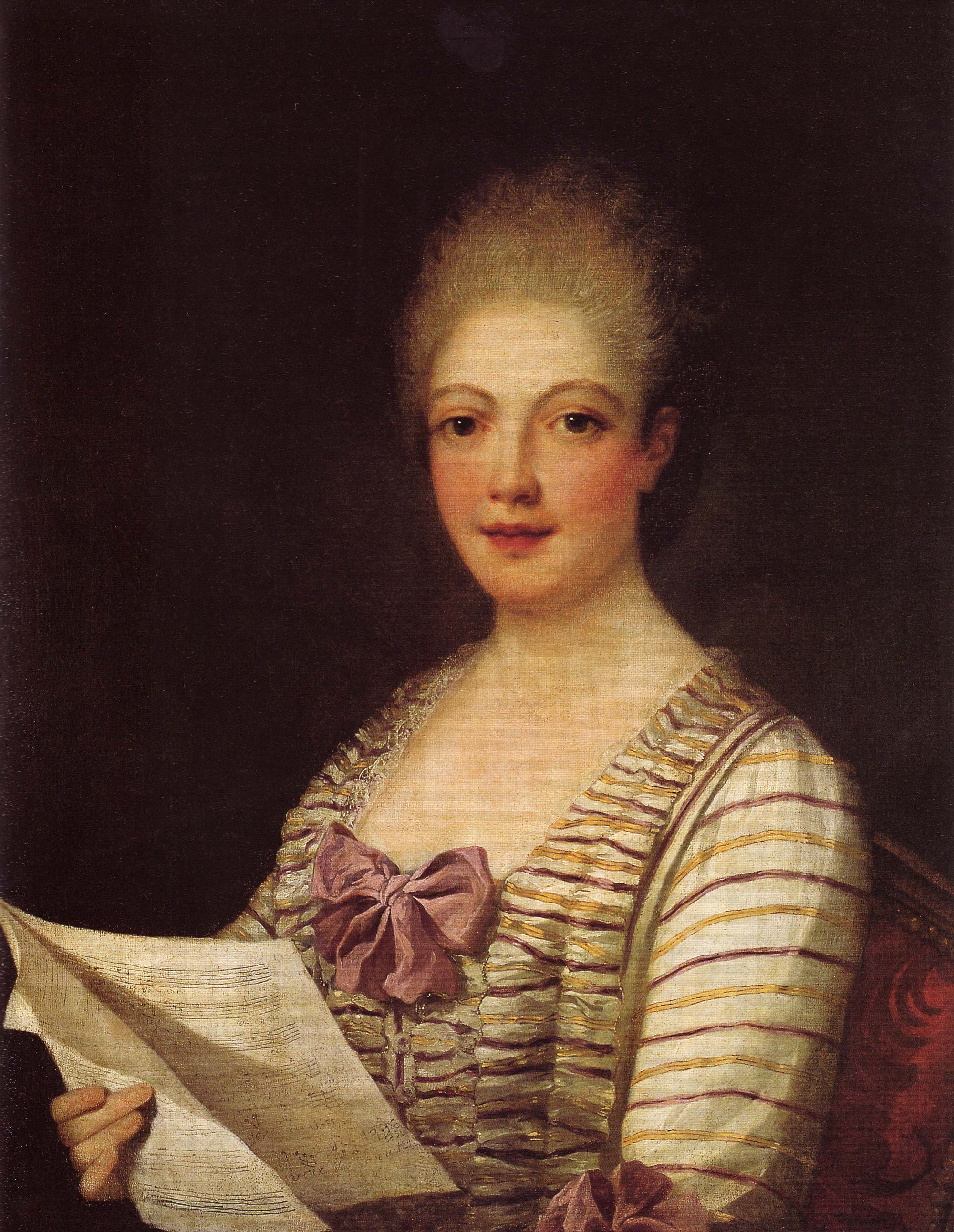
La Bastardella

In questo periodo a Praga scrisse le sue prime sinfonie, che riportarono un notevole successo; questo rafforzò la sua decisione di diventare compositore. Quindi nel 1763 si diresse a Venezia per prendere lezioni da Giovanni Battista Pescetti. Nel 1764 mise in scena a Parma la sua prima opera, Medea, riscuotendo uno straordinario successo. Iniziò qui la relazione amorosa con il famoso soprano Lucrezia Aguiari che durerà per molto tempo. Nel 1765 fu la volta della sua seconda opera, La Semiramide, che andò in scena a Bergamo.
Nel 1766 l'impresario del Teatro San Carlo di Napoli, Amadori, lo incaricò di musicare il libretto Bellerofonte di Giuseppe Bonecchi. L'opera fu rappresentata il 20 gennaio 1767 ricevendo moltissimi consensi, tanto che di lì a poco Mysliveček decise di metterne in scena un'altra, Farnace, che il 4 novembre 1767 ebbe un egual successo. Questi trionfi portarono il compositore ceco a essere conosciuto e apprezzato in tutta Italia, tanto che venne soprannominato "Il Venatorini" (traduzione italiana del suo cognome) e "Il divino Boemo".
Negli anni seguenti le sue opere andarono in scena nei maggiori teatri italiani. Nel 1768 fu a Praga, nel 1769 a Venezia, Padova e Firenze e nel 1770 Mysliveček incontrò a Bologna il giovane Wolfgang Amadeus Mozart, (che in una lettera ebbe a dire di lui "Egli trasuda fuoco, spirito e vitalità")  incontro dal quale nacque una profonda amicizia. Il giovane Mozart divenne un fervido ammiratore della musica del compositore ceco, che pare abbia avuto una profonda influenza sui suoi lavori giovanili.. Il 15 maggio 1771 diventò "accademico filarmonico" di Bologna.

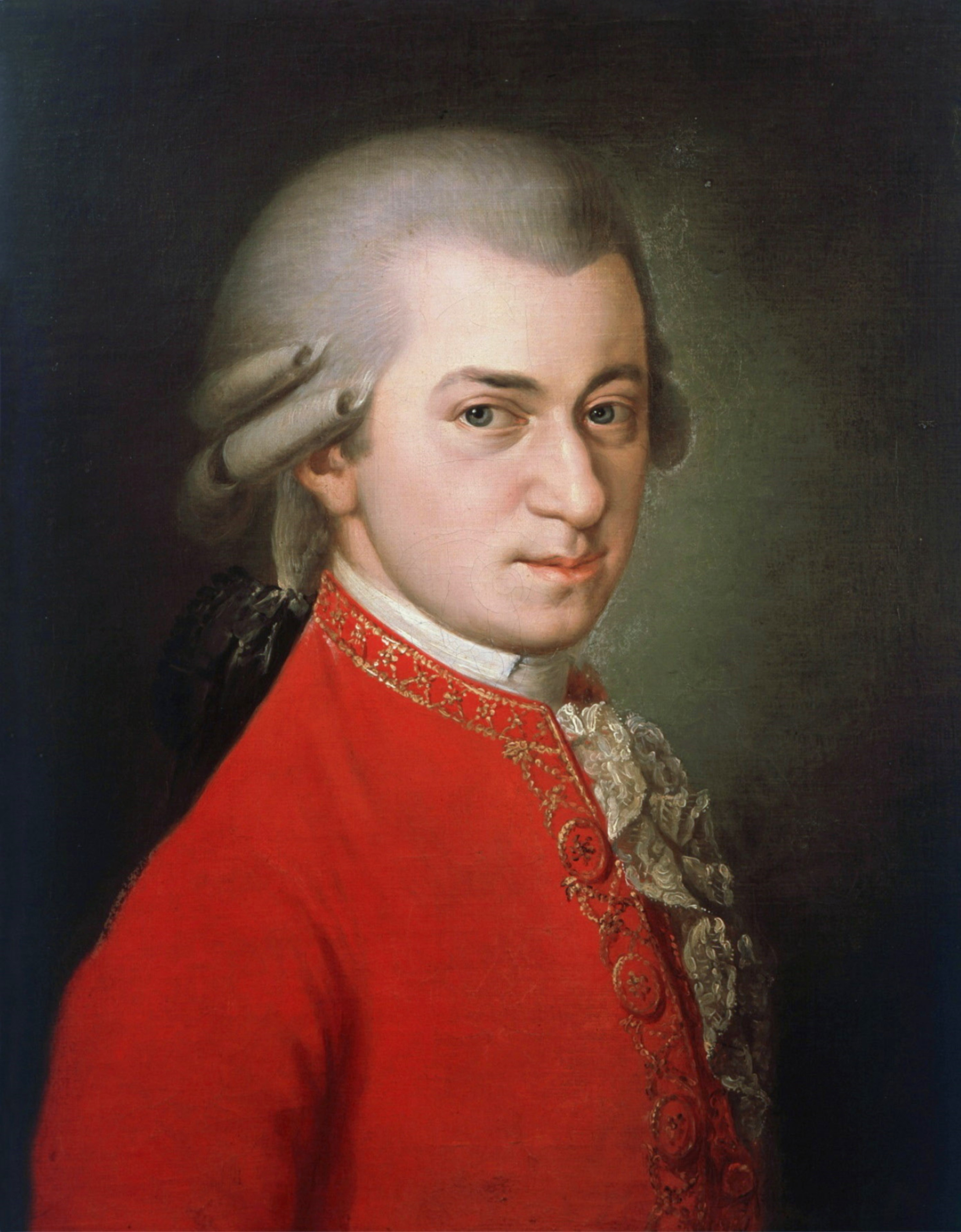
Wolfgang Amadeus Mozart

Nel frattempo la sua gloria aveva superato i confini dell'Italia e si era propagata in quasi tutta Europa; nel 1772 fu a Vienna dove conobbe Charles Burney e nel 1773 a Monaco dove rappresentò l'opera Erifile, che tuttavia non ebbe successo. Tornato a Napoli, compose in appena una settimana Romolo ed Ersilia. In seguito musicò per il San Carlo il Demofonte (rappresentato il 20 gennaio 1775) e l'Ezio (rappresentato il 5 giugno 1775).
Nel 1775 iniziò a mostrare i primi sintomi di quella che nelle lettere (sue e di Mozart) viene chiamata "la malattia" il cui decorso, peggiorato da improvvidi interventi dei medici che Mysliveček aveva consultato, alla fine lo portò a una deformante paralisi facciale e alla perdita dell'olfatto, e fu molto probabilmente la causa della sua morte prematura. Fu questa la ragione dell'operazione che subì a Monaco, nel 1777. Il ventunenne Mozart lo visitò all'ospedale e ne scrisse al padre.
La natura della malattia non è chiara. Molti commentatori ritengono si trattasse di sifilide. Secondo le lettere scritte da Mysliveček stesso (di cui pochissime sono state tramandate) la deformazione del volto era invece dovuta agli interventi medici su una ferita che aveva riportato nel ribaltamento del calesse su cui viaggiava, e che si era infettata.
(Josef Mysliveček)
Nel 1777 rappresentò di nuovo a Monaco l'opera Ezio e l'oratorio Abramo ed Isacco ottenendo larghe approvazioni. Ritornato a Napoli, continuò la sua gloriosa attività di compositore d'opere; andarono in scena il 4 novembre 1778 Olimpiade e il 13 agosto 1779 Il Demetrio. Dopo le rappresentazioni di queste due opere lasciò per l'ultima volta Napoli per dirigersi a Venezia, poi a Milano e infine a Roma, dove, il 4 febbraio 1781, morì in miseria, malato e quasi dimenticato. Il suo corpo fu sepolto nella chiesa di San Lorenzo in Lucina, dove un suo buon amico inglese, Mr.Barry, gli fece erigere un monumento funebre, che oggi è scomparso. In sua memoria è stata recentemente apposta in questa stessa chiesa una lapide-cenotafio bilingue con profilo in bronzo.

## Considerazioni sull'artista
Dedito soprattutto alla lirica, Mysliveček rimase sempre fedele alle convenzioni dell'opera seria italiana, senza approfondire gli aspetti drammatici nelle sue opere. Benché considerato il padre dell'opera ceca, e benché fosse senz'altro uno dei primi compositori cechi a diventare un famoso operista, bisogna osservare che il suo linguaggio operistico non presenta caratteristiche propriamente ceche, bensì solamente quelle dell'opera seria italiana.
Come compositore spaziò al di fuori dell'ambito lirico scrivendo molte sinfonie, concerti, trii, quartetti, quintetti, ottetti, sonate per violino e musica per tastiera. Non tralasciò nemmeno il campo dei lavori sacri, dove si trovano messe, salmi e oratori.

## Lavori

### Musica vocale

#### Messe
1. Paerum elegans in re maggiore (1772);
2. Messa in re maggiore (circa 1772);
3. Litanie in re maggiore (circa 1777);
4. Requiem in mi bemolle maggiore;

#### Salmi e altri lavori sacri
1. Veni sponsa Christi in sol minore (1771);
2. Beatus Bernardy in si maggiore (circa 1772);
3. Ave splendens caeli in sol maggiore;
4. Laudate Dominum in fa maggiore;
5. Salve Regina in fa maggiore;

#### Oratori
1. Il Tobia (1769, Padova);
2. I pellegrini al sepolcro (1770, Padova, perduto);
3. Adamo ed Eva (24 maggio 1771 Firenze);
4. Betulia liberata (1771, Padova, perduto);
5. Giuseppe riconosciuto (circa 1771, Padova, perduto);
6. La passione di Gesù Cristo (1773, Firenze);
7. La liberazione d'Israel (1775, Praga, perduto);
8. Isacco, figura del redentore (1776, Firenze; 1777 Monaco);

#### Cantate
1. Il parnasso confuso (circa 1765, Praga);
2. Narciso al fonte (1768, Padova, perduta);
3. Cantata per S.E. Marino Cavalli (1768, Padova, perduta);
4. Cantata pro omni solenitate (1769, Praga);
5. Alceste e Fileno (prima del 1770, Praga);
6. 6 Cantate a 3 voci (Napoli, perdute);
7. L'Elfrida (1774, Firenze, perduta);
8. Enea negl'elisi ovvero Il tempio dell'eternità (1777, Monaco, perduta);
9. Armida (circa 1779);
10. Ebbi non ti smarrir;
11. La tempesta;
12. 3 notturni;

#### Opere
Le opere sono in ordine cronologico; l'acronimo PR sta per "prima rappresentazione".
1. Medea (1764, Parma, Teatro Ducale)
2. Semiramide (Libretto: Pietro Metastasio, PR: 1766, Bergamo);
3. Il Bellerofonte (Libretto: G. Bonechi, PR: 20 gennaio 1767, Napoli, Teatro San Carlo);
4. Farnace (Libretto: Antonio Maria Lucchini, PR: 4 novembre 1767, Napoli, Teatro San Carlo);
5. Il trionfo di Clelia (Libretto: P. Metastasio, PR: 26 dicembre 1767, Teatro Regio di Torino, con Caterina Gabrielli);
6. Il Demofoonte (Libretto: P. Metastasio, PR: 1769, Venezia, Teatro San Benedetto);
7. L'Ipermestra (Libretto: P. Metastasio, PR: 1769, Firenze);
8. La Nitteti (Libretto; P. Metastasio, PR: 1770, Teatro Comunale di Bologna);
9. Motezuma (Libretto: V.A. Cigna-Santi, PR: 23 gennaio 1771, Firenze, Teatro della Pergola);
10. Il gran Tamerlano (Libretto: A. Piovene, PR: 26 dicembre 1771, Milano, Teatro Regio Duc);
11. II Demetrio (Libretto: P. Metastasio, PR: 1773, Pavia, Teatro Nuovo);
12. Romolo ed Ersilia (Libretto: Pietro Metastasio, PR: 13 agosto 1773, Napoli, Teatro San Carlo con Gaspare Pacchierotti);
13. Antigona (Libretto: G. Roccaforte, PR: 26 dicembre 1773, Torino, Teatro Regio);
14. La clemenza di Tito (Libretto: P. Metastasio, PR: 26 dicembre 1773, Venezia, Teatro San Benedetto);
15. Atide (Libretto: T. Stanzani, PR: 1774, Padova);
16. Artaserse (Libretto: P. Metastasio, PR: 13 agosto 1774, Napoli, Teatro San Carlo con Antonia Bernasconi e Giusto Fernando Tenducci);
17. Il Demofoonte (Libretto: P. Metastasio, PR: 20 gennaio 1775, Napoli, Teatro San Carlo);
18. Ezio (Libretto: P. Metastasio, PR: 5 giugno 1775, Napoli, Teatro San Carlo con Gaspare Pacchierotti);
19. Adriano in Siria (Libretto: P. Metastasio, PR: 1776, Firenze, Teatro Cocomero);
20. Ezio (Libretto: P. Metastasio, PR: 1777, Monaco);
21. La Calliroe (Libretto: M. Verazi, PR: 30 maggio 1778, Napoli, Teatro San Carlo con Luigi Marchesi e Giovanni Ansani);
22. L'Olimpiade (Libretto: P. Metastasio, PR: 4 novembre 1778, Napoli, Teatro San Carlo con Marchesi ed Ansani);
23. La Circe (Libretto: D. Perrell, PR: 1779, Venezia, Teatro San Benedetto);
24. Il Demetrio (Libretto: P. Metastasio, PR: 13 agosto 1779, Napoli, Teatro San Carlo);
25. Armida (Libretto: Giovanni Ambrogio Migliavacca e Giacomo Durazzo (conte), PR: 26 dicembre 1779, Milano, Teatro alla Scala con Caterina Gabrielli, Luigi Marchesi e Valentin Adamberger);
26. Medonte (Libretto: G. de Gamerra, PR: Carnevale 1780, Roma, Teatro Argentina);
27. Antigono (Libretto: P. Metastasio, PR: Primavera 1780, Roma, Teatro delle Dame);

#### Melodrammi
Theoderich und Elisa (circa 1778)

### Musica per orchestra

#### Sinfonie
1. Sinfonia in do maggiore, 1762;
2. 6 sinfonie a quattro op. 1 (re maggiore, sol maggiore, do maggiore, fa maggiore, sol minore, re maggiore), 1764;
3. 3 sinfonie (re maggiore, mi bemolle maggiore, si maggiore = ouverture da "Il tronfi di Celia"), 1769;
4. 3 sinfonie (fa maggiore, re maggiore, sol maggiore), prima del 1770;
5. 6 sinfonie a 8 (re maggiore = ouverture da "Semiramide", sol maggiore, do maggiore, fa maggiore, si maggiore, mi bemolle maggiore), prima del 1771;
6. 6 sinfonie a 8 (re maggiore, fa maggiore, la maggiore = Ouvertüre zu Alceste e Fileno, C-Dur, sol maggiore = ouverture dal "Il parnaso confuso", re maggiore), prima del 1771;
7. Sinfonia in re maggiore, circa 1771;
8. Sinfonia in mi bemolle maggiore circa 1771;
9. 3 sinfonie (fa maggiore, re maggiore, do maggiore), circa 1771;
10. Sinfonia in re maggiore, circa 1771;
11. 4 ouverture (do maggiore, la maggiore, fa maggiore, re maggiore, si maggiore, sol maggiore), 1772;
12. 6 sinfonie (sol maggiore, mi bemolle maggiore, la maggiore, mi maggiore, re maggiore, si maggiore), circa 1775 (riarrangiati anche come quartetti);
13. 6 sinfonie (re maggiore, si maggiore, sol maggiore, mi bemolle maggiore, do maggiore, fa maggiore, perduto), 1776-77;
14. 6 sinfonie da orchestra (re maggiore = Ouvertüre zu Antigona, sol maggiore = ouverture da "Ezio" (1775), re maggiore = ouverture da "Il Demofoonte" (1775), si maggiore = overtura da "Artaserse", re maggiore = overtura dal "Il Demetrio" (1773), re maggiore = overtura da "Adriano in Siria");
15. Sinfonia re maggiore = overtura da "La Calliroe";
16. 6 sinfonie (re maggiore, fa maggiore, si maggiore, mi bemolle maggiore, sol maggiore, do maggiore), circa 1778;
17. 2 ouverture (re maggiore, fa maggiore);
18. Sinfonia in do maggiore;
19. 2 sinfonie (fa maggiore, sol maggiore);
20. Sinfonia in fa maggiore;
21. Sinfonia in re maggiore.

#### Concerti
1. Concerto per violino in do maggiore, circa 1769;
2. 6 concerti per violino (mi maggiore, la maggiore, fa maggiore, si maggiore, re maggiore, sol maggiore = Pastorale), circa 1772;
3. Concerto per violino in do maggiore, circa 1772;
4. Concerto per violino in do maggiore, prima del 1775;
5. Concerto per violino in si maggiore (incompleto);
6. Concerto per violoncello in do maggiore (riarrangiamento di concerto per violino);
7. Concerto per flauto in re maggiore;
8. 2 concerti per clavicembalo (si maggiore, fa maggiore);
9. 6 concertoni per 2 clarinetti, 2 corni, fagotto solo und archi (perduti), circa 1774-78.

### Musica da camera

#### Sonate per soli strumenti
1. 3 sonate per violino e basso (sol maggiore, do maggiore, fa maggiore);
2. 2 sonate per violino e basso (la maggiore, si maggiore);
3. Sonata per violoncello e basso in do maggiore, 1770 (perduta);

#### Trii
1. 6 trii per 2 violini e basso continuo (la maggiore, sol minore, fa maggiore, mi bemolle maggiore, si maggiore, do maggiore), 1767, (perduti N. 4 - 6);
2. 6 Sonate a tre op. 1 (do maggiore, la maggiore, re maggiore, fa maggiore, la maggiore, mi bemolle maggiore), 1772;
3. 6 trii orchestrali per 2 violini e violoncello (N. 1 – 4 = N. 1-4 delle sonate a tre, sol maggiore, si maggiore), 1772;
4. 6 sonate per 2 violini e basso continuo op. 4 (do maggiore, sol maggiore, mi bemolle maggiore, la maggiore, si maggiore, fa maggiore), 1772;
5. 4 trii (la maggiore, fa maggiore, re maggiore, sol maggiore);
6. 3 trii (mi maggiore, fa maggiore, sol maggiore);
7. 6 trio per 2 flauti e basso continuo op. 5 (sol maggiore, do maggiore (perduto), la minore, mi minore, re maggiore (perduto), si maggiore);
8. 6 trii per flauto, violino e violoncello (re maggiore, sol maggiore, do maggiore, la maggiore, fa maggiore, si maggiore);
9. Trio per corno, violino e basso continuo in mi bemolle maggiore (perduto);
10. 6 sonate per 2 violoncelli e basso continuo (la maggiore, re maggiore, sol maggiore, fa maggiore, do maggiore, si maggiore);
11. Cassazione per 2 clarinetti e corno;

#### Quartetti
1. 6 quartetti d'archi op. 3 (la maggiore, fa maggiore, si maggiore, sol maggiore, mi bemolle maggiore, do maggiore), 1768-69;
2. 6 quartetti d'archi op. 1 (mi bemolle maggiore, do maggiore, re maggiore, fa maggiore, si maggiore, sol maggiore), 1778;
3. 6 quaretti a 2 violini, viola e basso (do maggiore, fa maggiore, si maggiore, mi bemolle maggiore, sol maggiore, la maggiore);
4. 6 quartetti d'archi (sol maggiore, mi bemolle maggiore, la maggiore, mi maggiore, re maggiore, si maggiore), circa 1775;
5. Quartetto/sestetto per 2 corni (ad libitum) e quartetto d'archi in sol maggiore;

#### Quintetti
1. 6 sinfonie concertanti ossia quintetti op. 2 (si maggiore, mi maggiore, sol maggiore, la maggiore, re maggiore, do maggiore), con l'aggiunta di 2 corni ad libitum, 1767;
2. 6 quintetti d'archi (sol maggiore, mi bemolle maggiore, do maggiore, la maggiore, fa maggiore, si maggiore), circa 1773;
3. 6 quintetti per oboe o flauto e quartetto d'archi (si maggiore, re maggiore, fa maggiore, do maggiore, la maggiore, mi be molle maggiore, do maggiore, la maggiore, mi bemolle maggiore), circa 1777;
4. 6 quintetti per 2 oboi, 2 corni e fagotto (re maggiore, sol maggiore, mi bemolle maggiore, si maggiore, fa maggiore, do maggiore), 1774-76;
5. Cassazione per 2 clarinetti, 2 corni e basso continuo in si maggiore;

#### Ottetti
1. 3 ottetti per fiati (mi bemolle maggiore, mi bemolle maggiore, si maggiore), 1774-76;

### Musica per tastiera
1. 6 facili divertimenti per clavicembalo o fortepiano (fa maggiore, la maggiore, re maggiore, si bemolle maggiore, sol maggiore, do maggiore), 1777;
2. 6 facili lezioni per clavicembalo o fortepiano (do maggiore, si maggiore, la maggiore, sol maggiore, fa maggiore, re maggiore);
3. Sonata per tastiera in do maggiore;

### Sonate per violino
1. 6 sonate per fortepiano o clavicembalo con un accompagnamento per un violino (mi bemolle maggiore, re maggiore, do maggiore, si maggiore, sol maggiore, fa maggiore), 1775;
2. 6 sonate per fortepiano o clavicembalo con un accompagnamento per un violino (re maggiore, fa maggiore, mi bemolle maggiore, sol maggiore, si maggiore, mi bemolle maggiore); 1777;
3. 6 sonate per fortepiano o clavicembalo con un accompagnamento per un violino (re maggiore, sol maggiore, do maggiore, si maggiore, fa maggiore, do maggiore).

## Alcune registrazioni discografiche
- Marius Bartoccini - "Josef Mysliveček - Complete Keyboard Works" - Sei Sonate per il cembalo - Sei Divertimenti - 3 Octets per il Clavi Cemballo [sic] trascritti da Václav Vicenc Mašek (fortepiani: anonimo veneziano, fine del sec. XVIII; Anton Walter, copia di Paul McNaulty) - Brilliant Classics 95864
- Pro Arte Antiqua Praha - "Josef Mysliveček - String Quintets" -  Quintetto I in G, Quintetto II in Eb, Quintetto III in C, Quintetto IV in A, Quintetto V in F, Quintetto VI in Bb, Sinfonia a 4 Voci in Eb
- Ensemble Vox Aurea -    "J. Mysliveček - String Quartets" -    Quartetto I in Do magg., Quartetto II in Sol magg., Quartetto III in Fa magg., Quartetto IV in La magg., Quartetto V in Sib magg., Quartetto VI in Mib magg.
- Concerto Koln -    "Il divino boemo - Josef Mysliveček - Symphonies" -    Ouverture in A major, Sinfonia in F major, Sinfonia in C major, Sinfonia in G major,    Sinfonia in E flat major, Sinfonia in C major, Concertino in E flat major
- Magdalena Kožena: mezzo-soprano, Prague Philharmonia, Dir. Michel Swierczewski - "Le belle immagini: Arie di Mozart, Gluck, Mysliveček" -    'Chi per pietà mi dice - Deh, parlate, che forse tacendo' (da "Abramo e Isacco"), 'Sarò qual è il torrente' (da "Antigona"), 'Dunque Licida ingrato - Più non si trovano' (da "L'Olimpiade"),    'Che non mi disse un dì!' (da "L'Olimpiade")
- The Reicha Trio - "A. Reicha: Grand Trio, J. Mysliveček: Trio, V. Pichl: Divertimento" - Trio in Re magg. per Flauto, Violino e Violoncello
- J. Širc, R. Širc: Violoncelli; V. Hoskavec: Contrabbasso; R. Hugo: Cembalo -    "Josef Mysliveček - Six Sonatas for Two Cellos and Bass" -  Sonata A dur, Sonata D dur, Sonata G dur, Sonata F dur, Sonata C dur, Sonata B dur
- Virtuosi di Praga - "Josef Mysliveček - Sinfonia in C-Cello Concerto-Aria in Dis-Octet for Wind" -    Octet in E flat major for Wind, No. 1; Concerto in C major for Cello and Orchestra, Aria in Dis "Quod est in igne calor" for Soprano, French Horn Obbligato and Orchestra, Sinfonia in C major
- Accademia Farnese - "Mysliveček - Sei Trii per Flauto, Violino e Violoncello" - N. 1 in Re magg., N. 2 in Sol magg. N. 3 in Do magg., N. 4 in La magg., N. 5 In Fa magg., N. 6 in Sib magg.
- Czech Chamber Soloist - "Josef Mysliveček - Quintetti per archi" - Quintetto I in G, Quintetto II in Eb, Quintetto III in C, Quintetto IV in A, Quintetto V in F, Quintetto VI in Bb
- Prague Chamber Orchestra - "Josef Myslveček - Sinfonias - Sinfonia in B, Sinfonia in G, Sinfonia in F, Sinfonia in F, Sinfonia in B, Sinfonia in G

## Josef Mysliveček nel film
- Zpověď zapomenutého (Confessions of the Vanished, 2015), documentario di Petr Václav[10]
- Il Boemo (2022), lungometraggio biografico di Petr Václav[11]